# Michael Gove
Michael Andrew Gove (* 26. srpna 1967, Edinburgh, Skotsko) je britský politik, od roku 2005 poslanec Dolní sněmovny britského parlamentu a od října 2022 ministr pro vyrovnání rozdílů mezi regiony, bydlení a komunity ve vládě Rishiho Sunaka. Stejnou pozici zastával mezi zářím 2021 a červencem 2022 ve druhé vládě Borise Johnsona a v letech 2019–2021 byl kancléřem Lancasterského vévodství v Johnsonově vládě. V předchozích vládách Theresy Mayové a Davida Camerona zastával funkce ministra životního prostředí a ministra spravedlnosti.

## Biografie
Studoval na Robert Gordon's College v Aberdeenu a na Lady Margaret Hall, jedné z kolejí Oxfordské univerzity.
Je členem Konzervativní strany.